# Zespół filtrów
Zespół filtrów (inna nazwa: bank filtrów) – układ elektroniczny lub algorytm będący strukturą o wielu wejściach lub wielu wyjściach złożoną z filtrów pasmowych. Podstawowym zadaniem zespołu filtrów jest dekompozycja sygnału na składowe należące do różnych przedziałów częstotliwości nazywanych podpasmami lub subpasmami. Pożądana jest taka budowa zespołu filtrów, aby możliwe było odtworzenie całego sygnału ze złożenia sygnałów podpasmowych. Oznacza to, że poszczególne podpasma powinny być rozłączne w dziedzinie częstotliwości (z dokładnością do obszaru wzajemnego zachodzenia na siebie charakterystyk pojedynczych filtrów) i pokrywać pełny zakres częstotliwości sygnału wejściowego.

## Implementacja analogowa
Analogowy zespół filtrów to układ filtrów pasmowoprzepustowych o wspólnym wejściu i szeregu niezależnych wyjść, na których dostępne są poszczególne składowe podpasmowe sygnału wejściowego. Aby zapewnić, że suma wszystkich sygnałów podpasmowych jest równa sygnałowi wejściowemu, muszą być spełnione ścisłe warunki dotyczące zachodzenia na siebie charakterystyk amplitudowych sąsiednich filtrów oraz właściwych charakterystyk fazowych gwarantujących zgodność fazową poszczególnych podpasm. Spełnienie tych warunków jest łatwiejsze, gdy poszczególne filtry nie są niezależnymi układami, lecz stanowią wyjścia łącznie zoptymalizowanego układu (zwrotnicy wielokanałowej).

## Implementacja cyfrowa
Cyfrowy zespół filtrów to blok cyfrowego przetwarzania sygnałów, który można rozpatrywać jako zbiór pasmowych filtrów cyfrowych. Częściej jednak zadania filtracji w poszczególnych podpasmach są realizowane łącznie dla całego zespołu filtrów, zwłaszcza że część z nich może być zoptymalizowana przy pomocy szybkich algorytmów takich jak FFT. Ze względu na chęć zmniejszenia złożoności obliczeniowej oraz zapotrzebowania na pamięć w dalszym przetwarzaniu, wyjścia poszczególnych podpasm są zdecymowane (podpróbkowane) w stopniu proporcjonalnym do zmniejszonej szerokości pasma w stosunku do pasma całego sygnału, zgodnie z twierdzeniem Kotielnikowa-Shannona o próbkowaniu. Proces decymacji jest wtedy nieodłącznym elementem procedury obliczeniowej zespołu filtrów i służy zmniejszeniu łącznej liczby obliczeń. Rekonstrukcja pełnego sygnału ze zdecymowanych sygnałów podpasmowych wymaga zaangażowania drugiego zespołu filtrów. Mówi się wtedy o zespole filtrów analizy i zespole filtrów syntezy.

## Zastosowania
Podział sygnałów na podpasma, i niezależne przetwarzanie tych składowych, jest wykorzystywany w bardzo wielu gałęziach elektroniki, telekomunikacji i cyfrowego przetwarzania sygnałów. Na przykład wokoder analizuje sygnał mowy za pomocą zespołu filtrów w celu wyznaczenia amplitud poszczególnych składowych, co pozwala na późniejszą syntezę mowy, kodowanie mowy lub uzyskanie różnorodnych efektów specjalnych stosowanych w muzyce. Innym przykładem zastosowania zespołu filtrów jest zwielokrotnienie kanałów telefonicznych, pozwalające na przesyłanie na wspólnym łączu kablowym wielu połączeń głosowych jednocześnie. Jeszcze innym przykładem jest dekompozycja sygnału muzyki na 32 podpasma w koderze MPEG Audio, dzięki czemu w każdym z nich można stosować inną kwantyzację, optymalizując stopień stratności kodowania z uwzględnieniem słyszalności zniekształceń o różnych częstotliwościach – tzw. model psychoakustyczny.